# Florian Hörnig
Florian Hörnig (* 6. August 1986 in München) ist ein deutscher Fußballspieler.

## Werdegang
Hörnig, der meistens als Verteidiger eingesetzt wird, spielte in seiner Jugend von 1994 bis 2000 beim SV Am Hart  und danach eine Saison beim TSV Milbertshofen – beides Vereine aus dem Münchner Norden – bevor er 2001 in die Jugend der SpVgg Unterhaching wechselte. Hier durchlief er die Jugendmannschaften und wurde dann in den Kader der zweiten Mannschaft in der Bayernliga übernommen.
In der Saison 2005/06 kam er im DFB-Pokal-Spiel gegen Arminia Bielefeld zu seinem ersten Pflichtspiel-Einsatz für die Profi-Mannschaft. Sein erstes Zweitliga-Spiel bestritt er am 19. Februar 2006 gegen den FC Erzgebirge Aue. Hörnig bestritt in zwei Jahren insgesamt sieben Spiele in der 2. Bundesliga und stieg am Ende der Saison 2006/07 mit Haching in die Regionalliga Süd ab. In der folgenden Saison kam er zu 19 Einsätzen, wobei er auch sein erstes Tor für die erste Mannschaft der SpVgg (gegen die zweite Mannschaft des Karlsruher SC) erzielen konnte, und qualifizierte sich mit seinem Verein für die neugeschaffene 3. Liga.
Florian Hörnig, der 2006 auf dem Willi-Graf-Gymnasium in München sein Abitur machte, spielte neben seinen Einsätzen in der 3. Liga auch öfters für die zweite Mannschaft der SpVgg Unterhaching. Im Juni 2009 unterschrieb er einen Vertrag über zwei Jahre beim SSV Jahn Regensburg, im Juni 2011 wechselte er zum Drittliga-Aufsteiger Chemnitzer FC.
In den Jahren 2013 bis 2017 stellte Hörnig seine Erfahrungen in genau 100 Spielen der Regional- und 3. Liga für den SC Fortuna Köln unter Beweis. Er hat die Absicht, in naher Zukunft sein Sportmanagement-Studium fortzusetzen und möglicherweise unterklassig Fußball zu spielen.
Nach mehrmonatiger Vereinslosigkeit setzte Hörnig dies um und schloss sich am 26. Januar 2018 dem 1. FC Köln II an.